# Copa Ciudad de Busto Arsizio
La Copa Ciudad de Busto Arsizio (en italiano Coppa Città di Busto Arsizio) fue una carrera en línea, que se desarrolló en la ciudad italiana de Busto Arsizio, entre 1923 y 1967.

## Palmarés
| Año  | Ganador                 | Segundo | Tercero |
| ---- | ----------------------- | ------- | ------- |
| 1923 | Libero Ferrario         |         |         |
| 1924 | Vittorio Bendoni        |         |         |
| 1925 | Mario Bianchi           |         |         |
| 1926 | Alfonso Ambrogio Crippa |         |         |
| 1927 | Michele Mara            |         |         |
| 1928 | Michele Mara            |         |         |
| 1935 | Alfredo Bovet           |         |         |
| 1936 | Pietro Rimoldi          |         |         |
| 1937 | Pietro Rimoldi          |         |         |
| 1938 | Secondo Magni           |         |         |
| 1940 | Primo Zuccotti          |         |         |
| 1948 | Giuseppe Molinari       |         |         |
| 1949 | Giancarlo Astrua        |         |         |
| 1953 | Bruno Lodigiani         |         |         |
| 1954 | Tranquillo Scudellaro   |         |         |
| 1955 | Albino Crespi           |         |         |
| 1957 | Silvano Ciampi          |         |         |
| 1958 | Rino Benedetti          |         |         |
| 1967 | Dino Zandegù            |         |         |

## Palmarés por países
| País   | Victorias |
| ------ | --------- |
| Italia | 19        |